# Вісньова (Нижньосілезьке воєводство)
Вісньова (пол. Wiśniowa, нім. Roth Kirschdorf) — село в Польщі, у гміні Свідниця Свідницького повіту Нижньосілезького воєводства.
Населення — 210 осіб (2011).
У 1975-1998 роках село належало до Валбжиського воєводства.

## Демографія
Демографічна структура станом на 31 березня 2011 року:
|          | Загалом | Допрацездатний вік | Працездатний вік | Постпрацездатний вік |
| -------- | ------- | ------------------ | ---------------- | -------------------- |
| Чоловіки | 91      | 8                  | 75               | 8                    |
| Жінки    | 119     | 21                 | 72               | 26                   |
| Разом    | 210     | 29                 | 147              | 34                   |